# 亚历山大·尼古拉耶维奇·扎伊采夫 (国际象棋棋手)
亚历山大·尼古拉耶维奇·扎伊采夫（羅馬化：Aleksandr Nikolayevich Zaytsev；1935年6月15日—1971年10月31日），苏联国际象棋特级大师。
他最好的成就是1968年在阿拉木图举行的苏联国际象棋锦标赛上获得冠军。他在附加赛中输给共同冠军列夫·波鲁加耶夫斯基后，最终获得银牌。据Chessmetrics网站显示，1969年他的世界排名为第21位。该网站提供了棋手的估计评分和排名。
扎伊采夫生来就有畸形足。1971年，他接受了手术来纠正这个问题。扎伊采夫死于手术并发症，而细节则难以得知。
格林菲尔德防御中有一项名为扎伊采夫策略（1.d4 Nf6 2.c4 g6 3.Nc3 d5 4.h4）的策略乃以亚历山大·扎伊采夫命名。